# Fritziana goeldii
Pour les articles homonymes, voir Goeldi.
Espèce
Synonymes
- Hyla goeldii Boulenger, 1895 "1894"
- Flectonotus goeldii (Boulenger, 1895 "1894")

Statut de conservation UICN

 LC  : Préoccupation mineure
Fritziana goeldii est une espèce d'amphibiens de la famille des Hemiphractidae.

## Répartition
Cette espèce est endémique du Brésil. Elle se rencontre dans les États de Rio de Janeiro, de São Paulo et d'Espírito Santo du niveau de la mer jusqu'à 1 000 m d'altitude.

## Étymologie
Cette espèce est nommée en l'honneur d'Emílio Augusto Goeldi.

## Publication originale
- Boulenger, 1895 "1894" : Third report on additions to the batrachian collection in the Natural History Museum. Proceedings of the Zoological Society of London, vol. 1894, p. 640–646 (texte intégral).